# Tufillo
Tufillo ist eine italienische Gemeinde (comune) mit 334 Einwohnern (Stand: 31. Dezember 2023) in der Provinz Chieti in den Abruzzen. Die Gemeinde liegt etwa 60,5 Kilometer südöstlich von Chieti entfernt, gehört zur Comunità montana Medio Vastese und grenzt unmittelbar an die Provinz Campobasso (Molise). Der Trigno bildet die Grenze.

## Verkehr
Entlang des Trigno verläuft die Strada Statale 650 di Fondo Valle del Trigno von Isernia nach San Salvo.